# Atsuo Watanabe
Atsuo Watanabe (渡辺 敦夫 Watanabe Atsuo?,  nacido el 15 de abril de 1974 en Tokio) es un exfutbolista japonés. Jugaba de defensa y su último club fue el Urawa Reds de Japón.

## Trayectoria

### Clubes
| Club       | País  | Año         |
| ---------- | ----- | ----------- |
| Urawa Reds | Japón | 1997 - 1999 |